# Élections régionales de 1990 en Basse-Saxe
Les élections régionales de 1990 en Basse-Saxe (en allemand : Landtagswahl in Niedersachsen 1990) se tiennent le 13 mai 1990, afin d'élire les 155 députés de la 12e législature du Landtag, pour un mandat de quatre ans.
Le scrutin est marqué par la victoire du SPD de Gerhard Schröder, qui conquiert la majorité relative. Il s'associe alors avec les Grünen et devient ainsi ministre-président.

## Mode de scrutin
Le Landtag est constitué de 155 députés (en allemand : Mitglied des Landtags, MdL), élus pour une législature de quatre ans au suffrage universel direct et suivant le scrutin proportionnel d'Hondt.
Chaque électeur dispose de deux voix : la première lui permet de voter pour un candidat de sa circonscription, selon les modalités du scrutin uninominal majoritaire à un tour, le Land comptant un total de 100 circonscriptions ; la seconde voix lui permet de voter en faveur d'une liste de candidats présentée par un parti au niveau du Land.
Lors du dépouillement, l'intégralité des 155 sièges est répartie en fonction des secondes voix récoltées, à condition qu'un parti ait remporté 5 % des voix au niveau du Land. Si un parti a remporté des mandats au scrutin uninominal, ses sièges sont d'abord pourvus par ceux-ci.
Dans le cas où un parti obtient plus de mandats au scrutin uninominal que la proportionnelle ne lui en attribue, la taille du Landtag est augmentée jusqu'à rétablir la proportionnalité.

## Campagne

### Principaux partis
| Parti | Parti                                                                              | Chef de file                           | Résultat en 1986           |
| ----- | ---------------------------------------------------------------------------------- | -------------------------------------- | -------------------------- |
|       | Union chrétienne-démocrate d'Allemagne Christlich Demokratische Union Deutschlands | Ernst Albrecht (Ministre-président)    | 44,3 % des voix 69 députés |
|       | Parti social-démocrate d'Allemagne Sozialdemokratische Partei Deutschlands         | Gerhard Schröder                       | 42,1 % des voix 66 députés |
|       | Alliance 90 / Les Verts Bündnis 90/Die Grünen                                      | Jürgen Trittin                         | 7,1 % des voix 11 députés  |
|       | Parti libéral-démocrate Freie Demokratische Partei                                 | Walter Hirche (Ministre de l'Économie) | 6,0 % des voix 9 députés   |

## Résultats

### Voix et sièges
|                                   | Parti social-démocrate d'Allemagne (SPD)     | Parti social-démocrate d'Allemagne (SPD)     | 1 943 278 | 46,22 | 61        | 16            | 1 865 267 | 44,24 | 10 | 71  | 5             |  |  |  |
|                                   | Union chrétienne-démocrate d'Allemagne (CDU) | Union chrétienne-démocrate d'Allemagne (CDU) | 1 811 352 | 43,09 | 39        | 16            | 1 771 974 | 42,03 | 28 | 67  | 2             |  |  |  |
|                                   | Parti libéral-démocrate (FDP)                | Parti libéral-démocrate (FDP)                | 213 425   | 5,08  | 0         | en stagnation | 252 615   | 5,99  | 9  | 9   | en stagnation |  |  |  |
|                                   | Alliance 90 / Les Verts (Grünen)             | Alliance 90 / Les Verts (Grünen)             | 213 114   | 5,07  | 0         | en stagnation | 229 846   | 5,45  | 8  | 8   | 3             |  |  |  |
|                                   | Les Républicains (REP)                       | Les Républicains (REP)                       | 6 022     | 0,14  | 0         | Nv.           | 62 054    | 1,47  | 0  | 0   | Nv.           |  |  |  |
|                                   | Parti national-démocrate d'Allemagne (NPD)   | Parti national-démocrate d'Allemagne (NPD)   | 9 396     | 0,22  | 0         | Nv.           | 8 255     | 0,20  | 0  | 0   | Nv.           |  |  |  |
|                                   | Parti des familles d'Allemagne (Familie)     | Parti des familles d'Allemagne (Familie)     | 531       | 0,01  | 0         | Nv.           | 4 529     | 0,11  | 0  | 0   | Nv.           |  |  |  |
|                                   | Autres                                       | Autres                                       | 7 114     | 0,17  | 0         | en stagnation | 21 756    | 0,52  | 0  | 0   | en stagnation |  |  |  |
|                                   |                                              |                                              |           |       |           |               |           |       |    |     |               |  |  |  |
| Votes valides                     | Votes valides                                | Votes valides                                | 4 204 232 | 98,62 |           |               | 4 216 296 | 98,90 |    |     |               |  |  |  |
| Votes blancs et nuls              | Votes blancs et nuls                         | Votes blancs et nuls                         | 58 983    | 1,38  | 46 919    | 1,10          |           |       |    |     |               |  |  |  |
| Total                             | Total                                        | Total                                        | 4 263 215 | 100   | 100       | -             | 4 263 215 | 100   | 55 | 155 | en stagnation |  |  |  |
| Abstentions                       | Abstentions                                  | Abstentions                                  | 1 149 398 | 25,37 |           |               | 1 149 398 | 25,37 |    |     |               |  |  |  |
| Nombre d'inscrits / participation | Nombre d'inscrits / participation            | Nombre d'inscrits / participation            | 5 712 613 | 74,63 | 5 712 613 | 74,36         |           |       |    |     |               |  |  |  |